# Trevignano Romano
Trevignano Romano és un comune (municipi) de la ciutat metropolitana de Roma, a la regió italiana del Laci, situat uns 47 km al nord-oest de Roma. L'1 de gener de 2018 tenia 5.711 habitants.

## Història
S'han trobat tombes etrusques dels segles VIII-VI aC als turons del nord de Trevignano. Alguns objectes ben conservats de dues d'aquestes tombes es poden veure al museu local.
El castell va ser erigit cap a l'any 1200 per ordre del Papa Innocenci III, i posteriorment reforçat pels Orsini. Va tenir tres capes de grans muralles, però el setge de Cèsar Borgia el 1497 i els terratrèmols posteriors han reduït les estructures a un estat de mala conservació.

## Monte Lagusiello
Dins el terme de Trevignano Romano hi ha una àrea protegida que pertany al Parc Natural Regional de Bracciano-Martignano, Es tracta d´un petit cràter que contenia fins a l'any 1776 un llac, que fou dessecat per Domenico Grillo di Mondragone mitjançant un sistema de drenatge preexistent, potser d´època romana, o més antic, que transvasà les aigües al Llac Sabatino.
A la seva proximitat, a les pendents de l'homònim cràter, neix el riu Treja.